# Metropolitano de Faro
O Metro de Faro é um projeto de metro que ligará a cidade de Faro, capital da região do Algarve, com os municípios vizinhos de Olhão e Loulé, o Aeroporto Internacional de Faro e com a Universidade do Algarve, com uma extensão total perto de 35 quilómetros. Servirá perto de 150 mil habitantes dentro das zonas urbanas e suburbanas das cidades referidas. Os fundos comunitários para o Portugal 2030 irão investir perto de 720 milhões de euros no projeto.

## História
O aproveitamento parcial da Linha do Algarve para a criação de um metropolitano ligeiro de superfície começou a ser discutida como solução para o problema dos transportes públicos do concelho ainda no século XX, e houve inclusive um projeto cuja inauguração chegou a ser aventada para o Euro 2004, mas acabou por ser abandonado devido à falta de verba e a desentendimentos entre as entidades envolvidas. Já em 2007, deu-se início à discussão da viabilidade e necessidade de um sistema de Metropolitano em Faro, e em 2008 tudo apontava para a viabilidade do projeto, embora o percurso ainda estivesse a ser discutido.
No entanto, passaram-se anos sem notícias. Na apresentação da então nova rede de transportes de Faro em 2013, pela respetiva Câmara Municipal e pela EVA Transportes, este projeto já nem foi referido como estando em estudo, prevendo-se que toda a mobilidade em transporte público coletivo em Faro continuasse a ser assegurada por autocarro.
Já em 2021, foi anunciado que projeto iria ser concretizado com apoio de fundos europeus.
Em março de 2023 foi anunciado pelo presidente da Comissão de Coordenação e Desenvolvimento Regional (CCDR) do Algarve, José Apolinário, a proposta de um metrobus, ou BRT (Bus Rapid Transit), um veículo elétrico em corredor próprio, com 24 paragens, ao longo de 38 quilómetros